# Cnemidocarpa robinsoni
Cnemidocarpa robinsoni är en sjöpungsart som beskrevs av Hartmeyer 1916. Cnemidocarpa robinsoni ingår i släktet Cnemidocarpa och familjen Styelidae. Inga underarter finns listade i Catalogue of Life.